# 허우엘법

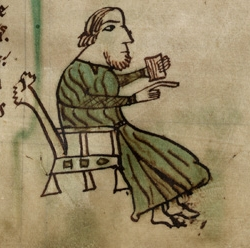
웨일스인 법관(페니아르스 28번 필사본).

『허우엘법』(웨일스어: Cyfraith Hywel 커브라이스 허우엘[ˈkəvraiθ ˈhəwɛl])은 중세 웨일스가 잉글랜드에 정복당하기 전에 웨일스에서 시행되던 법체계다. 웨일스법의 형법 부분은 1284년 에드워드 1세의 러들랜 법으로 대체되었고, 민법 부분은 1535년-1542년 헨리 8세의 웨일스에서의 법에 관한 법들로 대체되었다.
허우엘법은 켈트법의 일종으로서 이웃나라 아일랜드의 브레혼법과 유사했고, 그 관습과 용어는 북방에 있었던 브리튼인 왕국 어스트라드클리드의 것을 따랐다. 본래 법관들과 음유시인들을 통해 구전으로 전해지다가, 10세기 중반 데헤우바르스의 허우엘 선량왕 치세에 처음 문자로 기록이 되었다. 하지만 현존하는 가장 오래된 판본은 13세기 초의 라틴어본이며, 지역마다 차이가 있다. 이 법은 이후 여러 군주들과 법관들에 의해 개정되었기 때문에, 현재 전해지는 필사본들이 허우엘 왕이 처음 편찬한 그 판본이라고 볼 수는 없다.
웨일스법의 주요 특징으로는 친족간의 연대책임, 남성 균분상속제(개벌카인드), 피살자 유족에게 가해자가 줘야 하는 핏값(갈라나스), 노예제와 농노제, 4대 이상 거주하지 않은 외국인의 귀화 금지, 그리고 이혼과 적서에 대한 느슨한 기준 등이 있다. 마지막 것의 경우 이방인 출신 성직자들과 갈등을 빚기도 했다.